# Kedzie (ligne rose du métro de Chicago)
Pour les articles homonymes, voir Kedzie.
Ne doit pas être confondu avec Kedzie (ligne orange du métro de Chicago), Kedzie (ligne brune du métro de Chicago), Kedzie (ligne verte du métro de Chicago) ou Kedzie-Homan (métro de Chicago).
 Kedzie est une station aérienne de la ligne rose du métro de Chicago située au sud-ouest du Loop.
Établie en aérien, la station Kedzie est située sur la ligne rose du métro de Chicago, entre les stations Central Park, en direction de 54th/Cermak, et California, en direction du Loop.

## Description
Elle a été ouverte le 10 mars 1902 par la Metropolitan West Side Elevated Railroad, sa structure était fort semblable aux autres stations de la Douglas Branch, et contrairement à d’autres stations elle fut conservée dans sa forme originale jusqu’à la décision de la Chicago Transit Authority (CTA) de rénover la Douglas Branch dans son ensemble.
Kedzie fut fermée le 10 août 2002, la station originale de 1902 a été protégée et intégrée dans le bâtiment de la nouvelle station tandis que les quais ont été entièrement reconstruits et couverts par de nouveaux auvents en aluminium de forme futuriste. 
Le président de la Chicago Transit Authority, Frank Krusei a réinauguré Kedzie le 29 mars 2004.
Après avoir mené une étude sur la mobilité sur les zones de mobilité dans le sud-ouest de la ville en 2004, la Chicago Transit Authority décida de créer une nouvelle ligne pour desservir la station Kedzie et l’ensemble de la Douglas Branch. 
À partir de 2006, la ligne rose reprit l’ancien tronçon délaissé temporairement par la ligne bleue avant que le nouvel itinéraire via le loop et le Paulina Connector ne soit confirmé définitivement le 25 avril 2008. 
Kedzie est accessible aux personnes à mobilité réduite et 258 417 passagers y ont transité en 2008.

## Les correspondances avec le bus
Avec les bus de la Chicago Transit Authority :
- #21 Cermak
- #52 Kedzie/California

## Dessertes
| Nord/Ouest                    |  |            |  | Sud/Est                                    |
| ----------------------------- |  | ---------- |  | ------------------------------------------ |
| Central Park vers 54th/Cermak |  | ligne rose |  | California vers 54th/Cermak via Clark/Lake |
| modifier sur Wikidata         |  |            |  |                                            |